# Toponímia, gentílico e símbolos de Bilbau

Bandeira de Bilbau

A toponímia, gentílico e símbolos de Bilbau refere-se ao estudo daquelas características da capital da província da Biscaia, no País Basco, espanhol.

## Toponímia

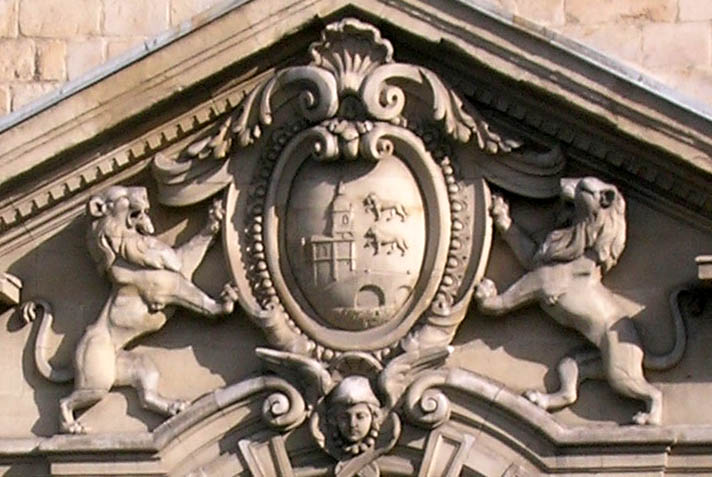
Brasão de Bilbau na Igreja de São Nicolau

O nome oficial da cidade, estabelecido pelo ayuntamiento (governo municipal), é Bilbao, tanto em castelhano como em euskera (basco). Não obstante, a Real Academia da Língua Basca recomendou que o topónimo oficial em basco fosse Bilbo, num  parecer encomendado pelo ayuntamiento. O nome Bilbo encontra-se em inúmeros documentos e obras literárias em basco, ao passo que Bilbao aparece somente uma vez nos refrões de Garibay, dos séculos XVI e XVII, o que leva a academia basca a duvidar que Bilbao fosse usado em euskera e que o uso de Bilbao se restringia ao refrão em  causa.
Não existe consenso entre os historiadores acerca da origem do nome da cidade. O engenheiro Evaristo de Churruca assegura que é um costume basco denominar os lugares segundo a sua localização, pelo que Bilbao resultaria da união das palavras bascas "rio" e "enseada": Bil-Ibaia-Bao. De forma semelhante, o historiador Javier Tusell argumentou que Bilbao evolui de bello vado (vado é o lugar de um rio com fundo firme, plano e pouco profundo, que pode ser atravessado a pé ou com um veículo). Já o escritor Esteban Calle Iturrino afirmou que o nome deriva das povoações que existiam em ambas as margens da ria, mais do que da ria em si. A primeira povoação, situado onde é atualmente o "Casco Velho", a parte mais antiga da cidade, chamar-se-ia Billa (pilha em basco), um referência à sua forma de pilha ou montão. A segunda povoação localizava-se onde é hoje o bairro de Bilbao La Vieja (Bilbo Zaharra) e chamava-se Vaho (vapor ou inalação). O topónimo atual teria resultado da união dos dois nomes, que antigamente também se escreveu Bilvao e Biluao, tal como está registado na Carta Puebla (foral) e transcrições posteriores da mesma.

## Gentílico

Brasão de Bilbau

Logotipo do Ayuntamiento de Bilbau

O gentílico dos naturais de Bilbau é bilbaíno/bilbaína, embora seja frequente a pronúncia sem o i acentuado ("bilbáino"). Em basco é bilbotarra, que por vezes também é usado em castelhano. A cidade é conhecida afetuosamente pelos seus habitantes como "el bocho", isto é, "o buraco", por estar rodeado de montanhas. Desta alcunha deriva outro gentílico: bochero. Outra alcunha dos bilbaínos é "chimbos", proveniente de pássaros que se caçavam em grandes quantidades na região durante o século XIX.

## Símbolos
Os títulos, a bandeira e o brasão são os símbolos tradicionais e fazem parte do património histórico, sendo empregues, como é usual noutras cidades, em atos protocolares, para a identificação e adorno de lugares específicos ou para a validação de documentos.

### Títulos
Bilbau ostenta a categoria histórica de vila, com os títulos de Muy Noble y Muy Leal e Invicta. O título de "Nobre Villa" foi concedido pelos Reis Católicos em 20 de setembro de 1475. Filipe II de Espanha deu à vila os títulos "Muy Noble y Muy Leal" em carta de 1603. Depois do cerco de Bilbau durante a Primeira Guerra Carlista, foi adicionado o título "Invicta" a 25 de dezembro de 1836.

### Brasão
A descrição oficial do brasão de Bilbau é a seguinte: «Em campo de argent uma ponte de dois vãos, com a igreja de Santo Antão com a sua cor e à sua esquerda dois lobos em sable caminhando e em pala sobre ondas de azure e argent».
O brasão caracteriza-se pelo uso de figuras alusivas à zona da igreja de Santo Antão e ao rio Nervión. Os dois lobos é um emblema derivado das armas da Casa de Haro, fundadora da cidade. Os lobos aparecem também no antigo brasão da Biscaia e nas armas de muitas famílias nobres e outros municípios biscainhos. O brasão de Bilbau figura na primeira imagem gravada da cidade, realizada pelo belga Franz Hohemberg em 1554. Desde o século XIX é costume representar o escudo com forma ovalada. Os elementos do brasão do município figuram igualmente em emblemas populares da cidade, como o clube de futebol, o Athletic Club. Também são usados nas armas da cidade chilena de Constitución, fundada no final do século XVII com o nome de Novo Bilbau.

### Bandeira
A bandeira de Bilbau é branca com um dos canto superiores vermelho, numa proporção de três partes de comprimento por dois de lado. As cores branca e vermelha são as cores históricas da cidade.
A Real Ordem de 30 de julho de 1845 determinava a insígnia naval para a povoação. Esta era definida como uma bandeira branca com um dado vermelho junto à bainha. O dado devia ser quadrado e o seu comprimento devia equivaler a metade da bainha. Anteriormente, pelo menos desde 1511, o estandarte exibido no Consulado de Bilbau era branco com uma Cruz de Borgonha vermelha (usada como ínsignia naval espanhola). A relação da vila  com as atividades mercantis e marítimas foi sempre muito forte. Em 1603 foi inaugurada a nova casa consistorial (equivalente aos "Paços do Concelho" em Portugal; sede do governo municipal) e nela são alojados o ayuntamiento e o Consulado de Bilbau. A íntima relação entre as duas entidades fez com que a bandeira do Consulado fosse assimilada pela população como bandeira da cidade.
A adoção oficiosa da bandeira naval como bandeira da cidade por parte do ayuntamiento ocorreu em 1845. Na inauguração da linha férrea Bilbau-Miranda de Ebro já se utilizou essa bandeira como símbolo da cidade, mas a adoção permanente e só ocorreria em 1895, ainda que não tenha havido qualquer resolução oficial nesse sentido. Embora a bandeira naval sempre tenha sido usado pelo município e reconhecida pela população, no início do século XX discutiu-se a aoção oficial de uma bandeira em reuniões da assembleia municipal. Falou-se então sobre o uso da cor carmesim, do Senhorio de Biscaia ou da Cruz de Santo André, mas não se chegou a tomar qualquer resolução.

## Bilbligrafia
- Guiard y Larrauri, Teófilo; Castresana, Luis de; Rodríguez Herrero, Ángel (1971). Historia de la Noble Villa de Bilbao (em espanhol). [S.l.]: La Gran Enciclopedia Vasca. ISBN 9788424800512. Consultado em 13 de abril de 2012
- Quiroga, Ramón; Marrodán, Miguel Ángel (2001). Bilbao: 700 años de historia. Abanto y Ciérvana (em espanhol). [S.l.]: Salgai. 115 páginas. ISBN 9788493149437
- Tusell Gómez, Javier (2004). Bilbao a través de su historia: ciclo de conferencias conmemorativo del 700 aniversario de la fundación la villa de Bilbao (em espanhol). Bilbau: Fundación BBVA. 212 páginas. ISBN 9788495163912